# 이시이 켄이치
이시이 겐이치(일본어: 石井愃一, 1946년 2월 24일 ~ )는 일본의 배우이다.

## 출연 작품

### 드라마
- 8대 쇼군 요시무네 (1995년) ‐ 이노우에 마사유키 역
- 도쿠가와 요시노부 (1998년) ‐ 마나베 아키카츠 역
- 겐로쿠 요란 (1999년) ‐ 우치다 모토토모 역
- 사나다마루 (2016년) ‐ 기소 요시마사 역